# Roraima (berg)
De Roraima is een tepui op de grens van Venezuela, Brazilië en Guyana, in het Hoogland van Guyana. Met 2.810 meter is het de hoogste tafelberg ter wereld. Voor Guyana is het de hoogste berg van het land terwijl Venezuela en Brazilië hogere bergen op hun grondgebied hebben liggen.
Het plateau van de Roraima heeft een oppervlakte van 90 km². Wolken blijven vaak rond de top van de Roraima hangen door de plotse hoogteverandering waardoor het er heel vaak regent. De inheemse bevolking, die rond de Roraima leeft, noemt de berg dan ook wel 'moeder van alle wateren', en gelooft dat wolken en mist zich samenpakken rond de top wanneer blanken de Roraima naderen.
Boven op de berg zijn diverse bezienswaardigheden: de Pozo Azul (Blauwe Poel), de Kristalvallei en het drielandenpunt (te herkennen aan het markeringspunt).

## Galerij

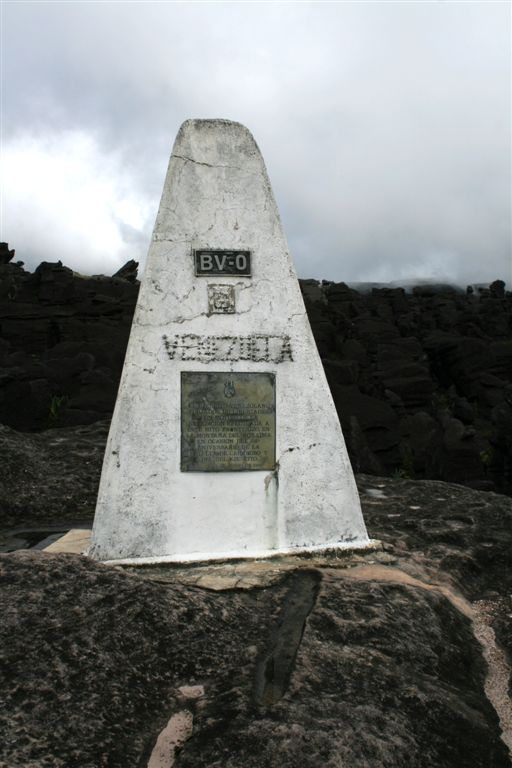
Drielandenpunt
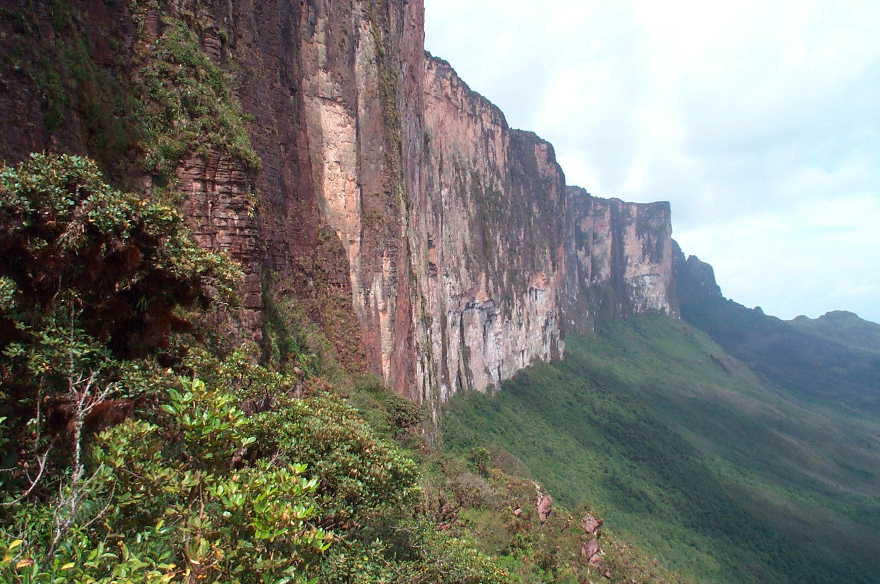
Steile wand
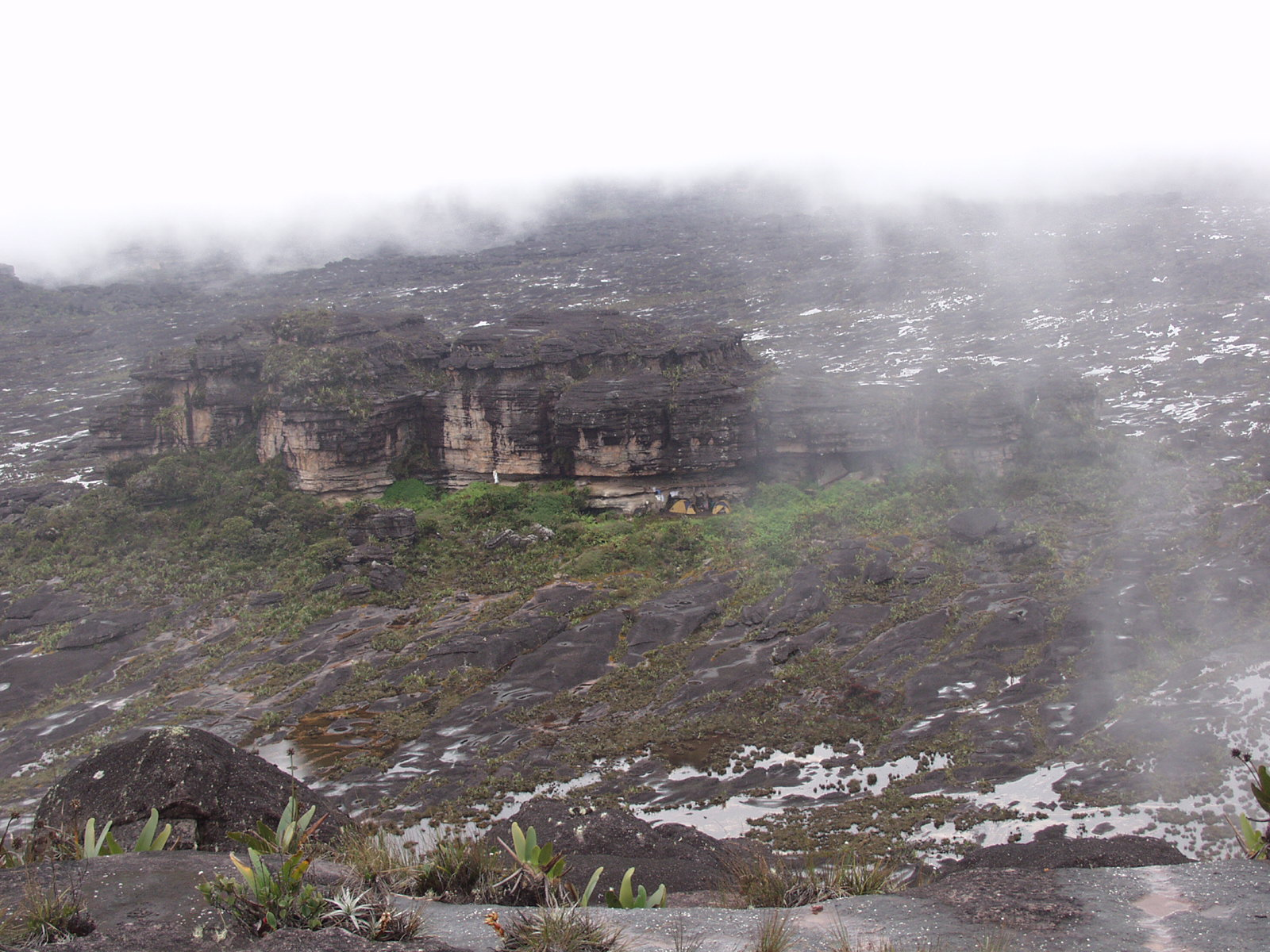
Landschap op de top
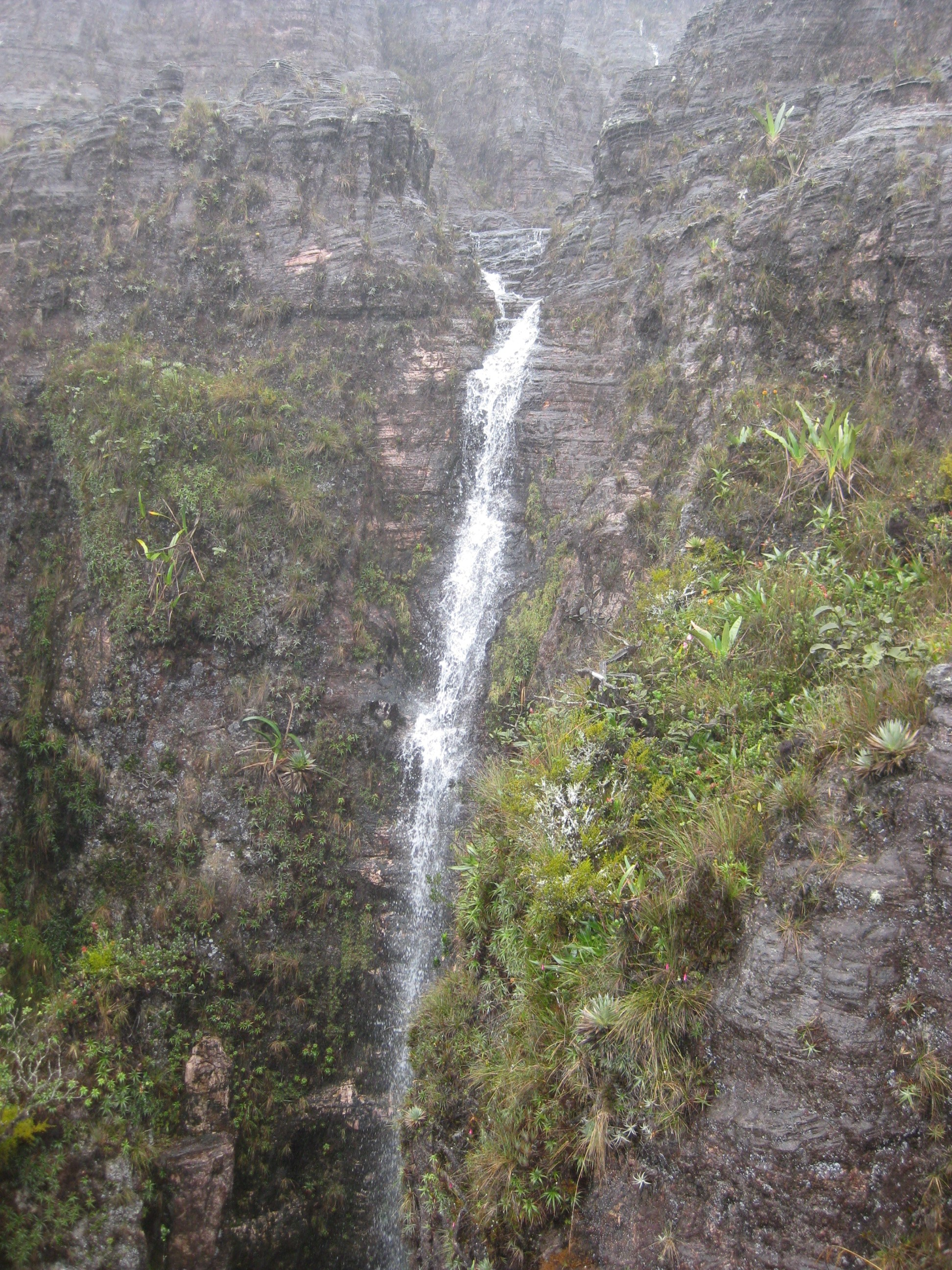
Waterval